# Нойхайленбах
Но́йхайленбах (нем. Neuheilenbach) — община в Германии, в земле Рейнланд-Пфальц.
Входит в состав района Айфель-Битбург-Прюм. Подчиняется управлению Кильбург. Население составляет 242 человека (на 31 декабря 2010 года). Занимает площадь 0,97 км².